# Tiocfaidh ár lá
Tiocfaidh ár lá (sprich: [ˈtʲʊki aːɾˠ ˈɫ̪aː] tschukki ar la) ist ein irischer Satz, der übersetzt „Unser Tag wird kommen“ bedeutet. Dies verweist auf einen Tag, an dem Irland wiedervereinigt und frei von britischer Einmischung in irische Angelegenheit sein wird. Er wurde der inoffizielle Slogan der irisch-republikanischen Bewegung, und dort vor allem der Provisional Irish Republican Army. Der englischen Aussprache von tiocfaidh folgend, werden die Unterstützer von IRA oder Sinn Féin in Großbritannien als Chucky oder Chuck bezeichnet. Der Ausspruch wurde zuerst von Bobby Sands verbreitet, der diesen erst durch seinen Hungerstreik berühmt und zum Synonym der Bewegung machte.

## Varianten
Eine andere Variante lautet Beidh ár lá linn (bʲɛj aːɾˠ ˈɫ̪aː lʲɪnʲ), die übersetzt „Wir werden unseren Tag haben“ bedeutet. 